# Karlheinz Nowald
Karlheinz Nowald (* 1940) ist ein deutscher Kunsthistoriker.
Nowald promovierte 1971 in Heidelberg mit einer Schrift über das Gemälde Malerstube im Mondschein (1826) des Malers Carl Gustav Carus. Diese erschien 1973 bei der Kunsthalle in Kiel. Seit 1979 war er Professor für Kunstgeschichte und Kunstwissenschaft an der Hochschule der Künste Berlin (heute Universität der Künste Berlin) und für einige Zeit geschäftsführender Direktor des Instituts Kunstwissenschaft und Ästhetik.
Im Laufe seiner Karriere veröffentlichte er zahlreiche Bücher und Beiträge zu Ausstellungskatalogen. Er trug auch zu der Fernsehserie 1000 Meisterwerke bei: Er verfasste Beiträge zu Gemälden von Giuseppe Arcimboldo, Pieter Brueghel der Ältere, Lucas Cranach der Ältere, Albrecht Dürer, Anthonis van Dyck, Richard Estes, Hugo van der Goes, Anselm Kiefer, Yves Klein, Lorenzo Lotto, Reginald Marsh, Masaccio, Meister der weiblichen Halbfiguren, Hans Memling, Adolph von Menzel, Louis Le Nain oder Antoine Le Nain, Georgia O’Keeffe, Parmigianino, Raffael, Man Ray, Adrian Ludwig Richter, Peter Paul Rubens, Jacob Izaaksoon van Ruisdael, Karl Friedrich Schinkel, Carl Spitzweg, Joseph Stella, Leonardo da Vinci, Rogier van der Weyden. Diese Texte wurden auch in den Begleitbüchern der Serie abgedruckt, werden sporadisch auf 3sat, ZDFkultur und Planet wiederholt und sind heute auf den DVD-Veröffentlichungen verfügbar (siehe 1000 Meisterwerke#Literatur).
Nowald hat mehrfach mit der Kunsthalle zu Kiel, dem Lehmbruck-Museum und Bert Gerresheim zusammengearbeitet. Im Duden-Verlag erschienen Materialien zum Kunstunterricht.

## Werke (Auswahl)
- Carl Gustav Carus "Malerstube im Mondschein" (1826). Kunsthalle, Kiel 1973.
- mit Werner Meyer: Erwin Wortelkamp: Skulpturen. Städtische Kunsthalle, Mannheim 1988, ISBN 3-89165-049-3.
- Wilhelm Lehmbruck in Duisburg: alle Kunst ist Maß. Klartext-Verlag, Essen 2003, ISBN 3-89861-246-5.
- mit Bert Düerkop: Bert Düerkop: Kraftfelder. Naumann & Beck, Homburg 2011, ISBN 978-3-939755-00-5.
- mit Uta Husmeier-Schirlitz, Bert Gerresheim: Bert Gerresheim – Alles vexiert – Hommage zum 80. Geburtstag. B. Kühlen Verlag, Mönchengladbach 2015, ISBN 978-3-87448-460-2.